# Convair 990
Dimensions
Le Convair 990 Coronado est un avion de ligne produit dans les années 1960 par Convair (ou Consolidated), une division du conglomérat General Dynamics. Produit à la demande d'American Airlines, il s'agit d'une évolution rallongée de trois mètres de son prédécesseur le Convair 880.

## Historique
À la recherche d'un appareil adapté aux vols navettes New York - Los Angeles, la compagnie American Airlines demanda au constructeur Convair une adaptation de son modèle 880. Ce dernier étant le plus petit de la première génération des avions de ligne à réaction américains, AA souhaitait un modèle de plus grande capacité. Le nouveau CV-990 entra en production en 1961 et effectue son premier vol le 24 janvier 1961 à San Diego, en Californie.
Les premières versions du 990 ne répondaient pas aux spécifications requises par American Airlines qui réduisit ses commandes en conséquence. Dès 1967, la compagnie revend ses 990 au profit du Boeing 707 et de son dérivé le 720, mieux adaptés en raison de leur plus grande capacité.
Rapidement, les parts de marché du 990 diminuaient au profit de celles des Boeing 720 et 727, et la production fut stoppée en 1963. Seules 37 unités sortirent des usines texanes de Fort Worth, auxquelles il convient d'ajouter les 65 CV-880. L'échec du programme eut pour conséquence de provoquer la plus grosse perte de l'histoire de Convair et menaça sérieusement l’entreprise de faillite.

## Descriptif technique

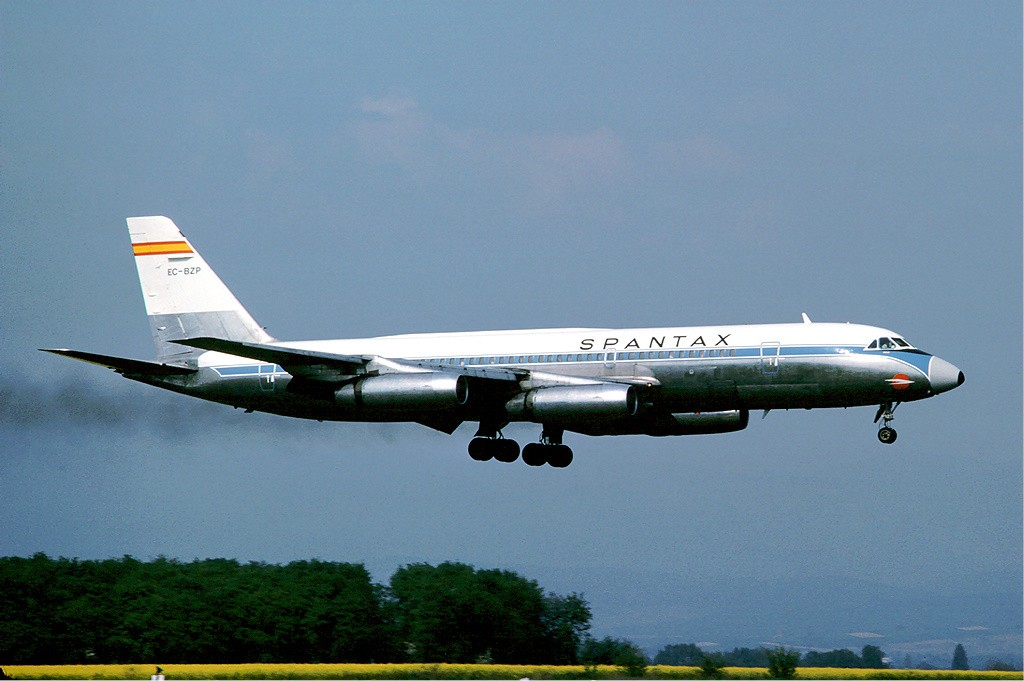
Un Convair 990 de la Spantax en phase finale d'approche de l'aéroport de Bâle. À noter l'important dégagement de fumée, aussi lors de l'atterrissage.

Par rapport au Convair 880, son fuselage est plus long de 3 mètres, portant le nombre de sièges à 96 - 121 en fonction de l'aménagement intérieur (de 88 à 110 sièges pour le 880), ce qui reste considérablement inférieur aux longs-courriers contemporains Boeing 707 (de 110 à 189 sièges) et Douglas DC-8 (de 105 à 173). Le CV-990 possède cependant une vitesse de croisière supérieure de 40 à 55 km/h par rapport à ses concurrents.
Outre l'allongement du fuselage, la principale modification, par laquelle on distingue facilement un 990 d'un 880, est l'ajout sur le bord de fuite des ailes d'excroissances arrondies appelées carottes de Küchemann (du nom de son concepteur, Dietrich Küchemann, ingénieur chez Convair). Ce dispositif permettait de réduire la traînée transsonique et d’augmenter ainsi la vitesse jusqu'à Mach 0,91, faisant du 990 l'avion de ligne le plus rapide lors de sa mise en service. Il était également prévu de placer à l'intérieur de ces carottes des réservoirs supplémentaires, mais d’importantes vibrations se produisirent lors d’essais en vol et la vitesse maximale autorisée fut reduite tant qu'il y avait du carburant dans ces réservoirs.
Des modifications furent également apportées au niveau des moteurs. Les nouveaux turboréacteurs General Electric CJ-805-23s étaient, à l'instar du 880, une version civile et simplifiée du moteur J79 du chasseur F-4 Phantom II. Mais, tout comme le J-79, le CJ-805-23s produisait une très importante quantité de fumée, ce qui a laissé au 990 une mauvaise réputation. Nombre de témoins d’un 990 au décollage ont appelé les services de sécurité croyant qu'un incendie s'était déclaré à son bord !
À l'instar des 880, les 990 ont ultérieurement reçu une modification à l'avant du fuselage, en rapport avec le câblage supplémentaire nécessaire à l'instrumentation.

## Utilisateurs
- Aerolineas Peruanas SA (en)
- Air France
- Alaska Airlines
- Air Ceylon
- American Airlines
- AREA Ecuador
- Balair
- Cathay Pacific
- Ciskei International Airways
- Denver Ports of Call (en)
- Federal Aviation Administration
- Garuda Indonesia
- Internord Aviation (de)
- Lebanese International Airways (en)
- Middle East Airlines
- Modern Air Transport (en)
- NASA
- Nomads Travel Club
- Nordair
- Northeast Airlines (en)
- SAS
- Spantax
- Swissair
- Thai Airways International
- Varig / REAL Aerovias (en)

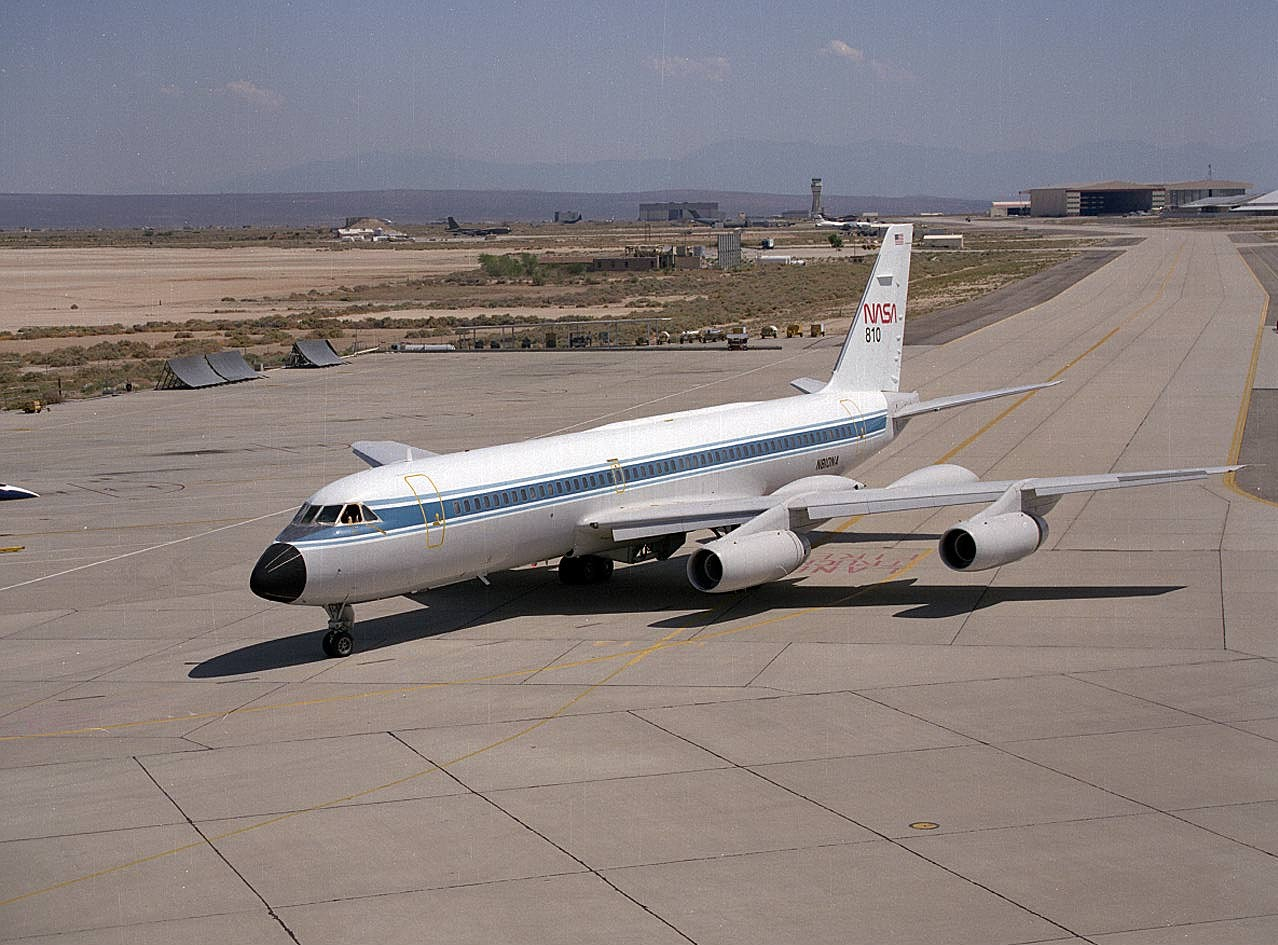
Convair 990 de la NASA.
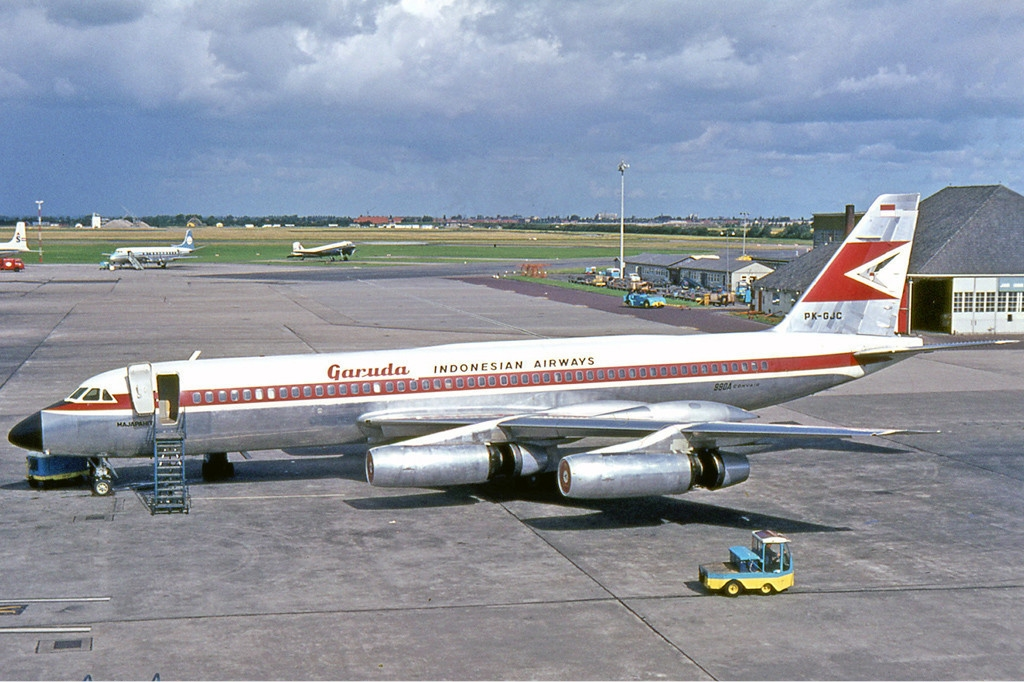
Convair 990 de Garuda Indonesia sur l'aéroport d'Amsterdam-Schiphol en 1965.
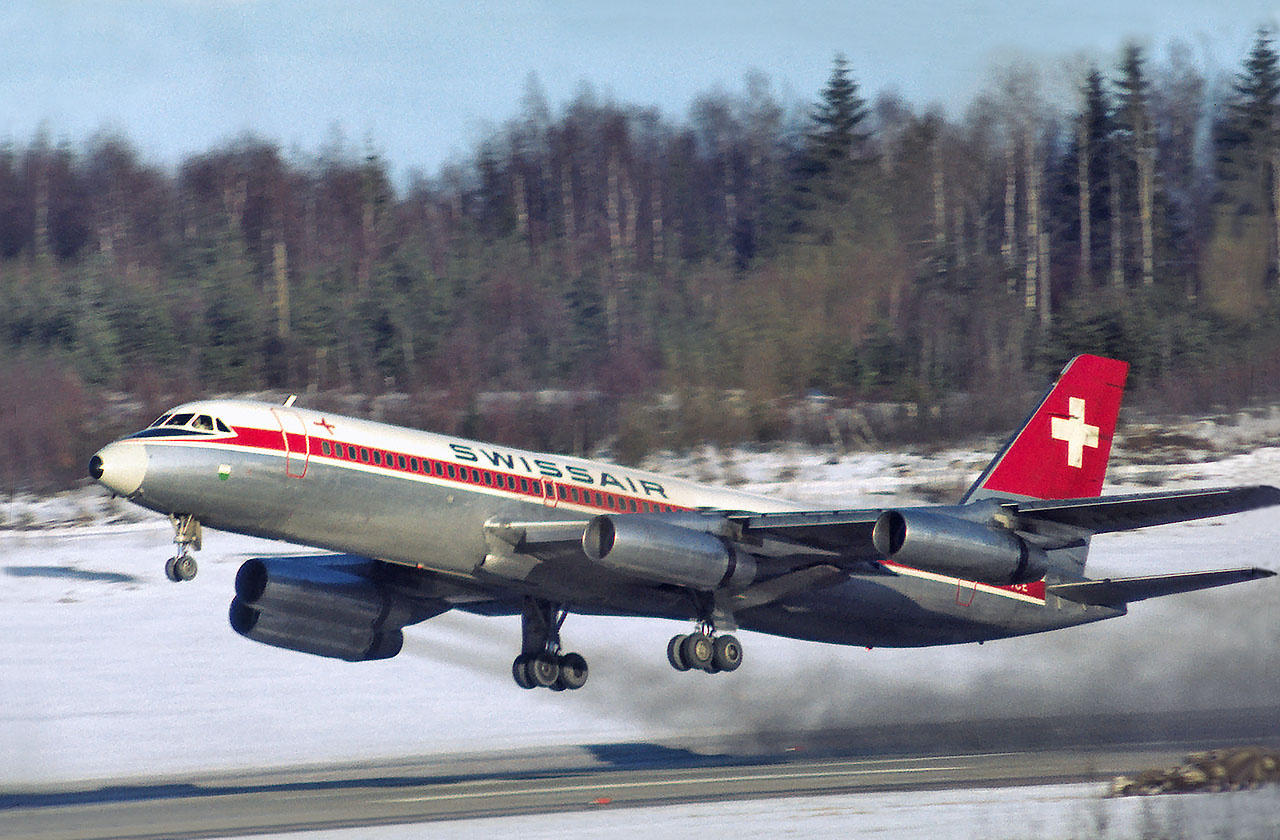
Convair 990 de Swissair sur l'aéroport de Stockholm/Arlanda, 1969.

## Appareils préservés
Sur les 37 Convair 990 construits, quelques exemplaires ont survécu, notamment un ex-Swissair immatriculé HB-ICC exposé au sein du musée suisse des transports à Lucerne. Deux autres sont la propriété de l'aéroport et port spatial de Mojave en Californie, l'un est un Gate guardian exposé à l'entrée de l'aéroport, l'autre utilisé pour des tournages de films et de productions pour la télévision. Un dernier se trouve à l'aéroport de Palma à Majorque ; sa cellule peut être considérée comme une épave.

## Caractéristiques techniques
| Donnée             | CV-880                                                  | CV-990                                                   | B707-120                                             | DC-8-32                                             |
| ------------------ | ------------------------------------------------------- | -------------------------------------------------------- | ---------------------------------------------------- | --------------------------------------------------- |
| Envergure          | 36,58 m                                                 | 36,58 m                                                  | 39,9 m                                               | 43,41 m                                             |
| Longueur           | 39,42 m                                                 | 42,49 m                                                  | 44,07 m                                              | 45,87 m                                             |
| Hauteur            | 11 m                                                    | 11 m                                                     | 12,93 m                                              | 13,21 m                                             |
| Passagers          | 88 - 110                                                | 96 - 121                                                 | 110 - 189                                            | 105 - 183                                           |
| Équipage cockpit   | 3                                                       | 3                                                        | 3                                                    | 3                                                   |
| Motorisation       | 4 turboréacteurs General Electric CJ-805-3 (4×52,85 kN) | 4 turboréacteurs General Electric CJ-805-23s (4×71,6 kN) | 4 turboréacteurs Pratt & Whitney JT3D-1 (4×75,06 kN) | 4 turboréacteurs Pratt & Whitney JT4A-9 (4×74,7 kN) |
| Masse à vide       | 43 t                                                    | 54,69 t                                                  | 55,58 t                                              | 60,8 t                                              |
| masse au décollage | 83 t                                                    | 115,7 t                                                  | 116,57 t                                             | 140,6 t                                             |
| Rayon d'action     | 5 120 km                                                | 8 690 km                                                 | 6 820 km                                             | 7 410 km                                            |

## Attentat
Le 21 février 1970, une bombe placée par le Front populaire de libération de la Palestine explose neuf minutes après le décollage du vol Vol Swissair 330 reliant Zurich à Tel Aviv-Jaffa, et endommage irrémédiablement le Convair CV-990  immatriculé HB-ICD « Basel-Land », l'un des huit achetés par la compagnie suisse. L'avion s'écrase dans une forêt à proximité de Würenlingen, tuant les quarante-sept occupants de l'appareil. La bombe était destinée à un avion de la compagnie israélienne El Al, mais à cause du retard de ce dernier, le bagage cachant l'explosif a été chargé à bord du vol Swissair.